# Фурманець
Фурманець (словац. Furmanec) — річка в Словаччині, права притока Рімави, протікає в окрузі Рімавска Собота.
Довжина — 10.5 км. Витік знаходиться в масиві Вепорські гори — на висоті 780 метрів. Протікає територією міста Тисовець.
Впадає в Рімаву на висоті 415 метрів.